# Black Prophet
Black Prophet (* 3. April 1977 als Kenneth Wilberforce Zonto Bossman in Accra, Ghana) ist ein ghanaischer Reggae-Musiker und Komponist.

## Karriere
Bossman trat in jungen Jahren mit der Ola Williams Band auf und veröffentlichte sein Debütalbum No Pain No Gain im Februar 1998 mit seiner Band Thunder Strike. Mit Legal Stranger erlangte er im Jahr 2003 in Ghana höhere Bekanntheit. 2007 wurde sein Song "Doubting me" bei de Ghana National Music Awards als Reggae-Song des Jahres ausgezeichnet. Auch sein zweites Album sorgte für viel Aufsehen in Ghana. Black Prophet hat bereits mit zahlreichen international erfolgreichen Reggae-Künstlern wie
Rita Marley, Pliers, Don Carlos, Yellowman, Steel Pulse, Lucky Dube, Alpha Blondy, Buju Banton und Dean Fraser zusammengearbeitet. Der Musiker trat im deutschsprachigen Raum unter anderem 2015 beim Chiemsee Reggae Summer und 2019 beim Reggae Jam Festival auf.

## Privatleben
Black Prophet ernährt sich vegan. Zudem ist er Teil der Rastafari-Bewegung.